# 重庆大剧院
重庆大剧院位于重庆市江北嘴中央商务区，毗邻重庆科技馆，总投资人民币15.95亿元，总建筑面积超过十万平方米，最多可容纳2764名观众，其规模超越上海东方艺术中心，仅次于耗资26.8838亿元的国家大剧院，位居全中华人民共和国第二位。重庆大剧院由德国GMP设计公司的冯·格康担任总设计师，其外形独特，设计师将它喻作帆船，故又名为“孤帆远影”。而有一些网民并不认同这样的设计，认为其设计像坦克，因此重庆大剧院被一些网民戏称为“世界上最大的坦克”，重庆大剧院的外形也在网络上引发了不小的争论。在重庆大剧院的南侧墙面安装有一块面积达2100平方米的LED屏幕，此屏系世界第四大，中国西南地区第一大LED屏。目前，重庆大剧院由保利剧院管理公司负责经营管理。

## 布局设计
- 重庆大剧院
- 大剧院侧面
- 大剧院1号门

重庆大剧院东西长约220米，南北宽约110米，总建筑面积103307.10平方米，地上有7层，地下有2层，最高处达到64.06米，而平均高度也有31米。剧院设有一个大剧场和一个中剧场。同时还有73个后台化妆间，可供500多人同时化妆。

### 大剧场
大剧场可容纳1826人（包括88个乐池），观众席呈传统的马蹄形，而舞台呈“品”字形，包括一个主舞台，左右两个侧台和一个后台，同时具有升降、旋转等功能。大剧场主要用于大型歌剧、舞剧、交响乐、芭蕾舞、音乐剧等演出。

### 中剧场
中剧场可容纳938人（包括65个乐池），呈正方形，观众厅分为上下两层，舞台布置与大剧场基本相同，主要用于中小型歌舞、戏曲、话剧、声乐、小型管弦乐、室内乐和民乐等演出。

## 技术与施工
重庆大剧院由德国gmp建筑设计事务所进行方案设计，现代设计集团上海华东建筑设计有限公司实施结构设计,湖南省建筑工程集团总公司进行土建施工，湖南省第六工程公司科研所实施预应力施工。由于重庆是中国四大火炉之一，夏季炎热，设计施工方充分考虑了这一点，运用了多种节能降温措施。

### 表面
剧院建筑表面采用用浅绿色的有机玻璃，意在是建筑显得晶莹剔透；同时建筑双层换气玻璃幕墙系统，即建筑表面使用两层玻璃，中间留有一定空间，当强烈的阳光照射外层玻璃，中间受热的空气会从建筑顶部排出，有效缓解内层过热 。